# 金炳延
金 炳延（キム・ビョンヨン、朝鮮語: 김병연、1994年4月25日 - ）は、大韓民国江原道春川市出身のプロサッカー選手。Jリーグ・ロアッソ熊本所属。ポジションは、ミッドフィールダー(ボランチ)およびディフェンダー(センターバック)。

## 来歴
2011年、オーストリアに渡りカプフェンベルガーSVのアカデミーに入団。2012年からはセカンドチームに所属し、レギオナルリーガ（3部相当）で2シーズンプレーした。左利きの守備的な選手で、ボランチや最終ラインをこなしていた。
2014年春より、日本のJリーグ・ロアッソ熊本へと練習参加し、能力を認められたことで同年7月に完全移籍が発表された。
2015年シーズンは負傷も有り試合出場機会が激減。わずか3試合の出場にとどまり、同シーズン限りでロアッソ熊本を契約満了につき退団した。

## 所属クラブ
ユース経歴
- 恵化小学校
- 豊生中学校
- 豊生高等学校
- カプフェンベルガーSV

プロ経歴
- 2012年 - 2013年  カプフェンベルガーSV II
- 2014年7月 - 2015年  ロアッソ熊本

## 個人成績
| 国内大会個人成績 | 国内大会個人成績      | 国内大会個人成績 | 国内大会個人成績 | 国内大会個人成績 | 国内大会個人成績 | 国内大会個人成績 | 国内大会個人成績 | 国内大会個人成績 | 国内大会個人成績 | 国内大会個人成績 | 国内大会個人成績 |
| 年度             | クラブ                | 背番号           | リーグ           | リーグ戦         | リーグ戦         | リーグ杯         | リーグ杯         | オープン杯       | オープン杯       | 期間通算         | 期間通算         |
| 年度             | クラブ                | 背番号           | リーグ           | 出場             | 得点             | 出場             | 得点             | 出場             | 得点             | 出場             | 得点             |
| オーストリア     | オーストリア          | オーストリア     | オーストリア     | リーグ戦         | リーグ戦         | リーグ杯         | リーグ杯         | オーストリア杯   | オーストリア杯   | 期間通算         | 期間通算         |
| ---------------- | --------------------- | ---------------- | ---------------- | ---------------- | ---------------- | ---------------- | ---------------- | ---------------- | ---------------- | ---------------- | ---------------- |
| 2011-12          | カプフェンベルガー II |                  | レギオナル       | 12               | 0                | -                | -                | -                | -                | 12               | 0                |
| 2012-13          | カプフェンベルガー II |                  | レギオナル       | 11               | 0                | -                | -                | -                | -                | 11               | 0                |
| 日本             | 日本                  | 日本             | 日本             | リーグ戦         | リーグ戦         | リーグ杯         | リーグ杯         | 天皇杯           | 天皇杯           | 期間通算         | 期間通算         |
| 2014             | 熊本                  | 34               | J2               | 11               | 0                | -                | -                | -                | -                | 11               | 0                |
| 2015             | 熊本                  | 20               | J2               | 3                | 0                | -                | -                | 0                | 0                | 3                | 0                |
| 通算             | オーストリア          | オーストリア     | レギオナル       | 23               | 0                | -                | -                | -                | -                | 23               | 0                |
| 通算             | 日本                  | 日本             | J2               | 14               | 0                | -                | -                | 0                | 0                | 14               | 0                |
| 総通算           | 総通算                | 総通算           | 総通算           | 37               | 0                | -                | -                | -                | -                | 37               | 0                |

- Jリーグ初出場 - 2014年7月30日 J2第24節 対松本山雅FC（松本平広域公園総合球技場）